# Jan-Peter Warnke

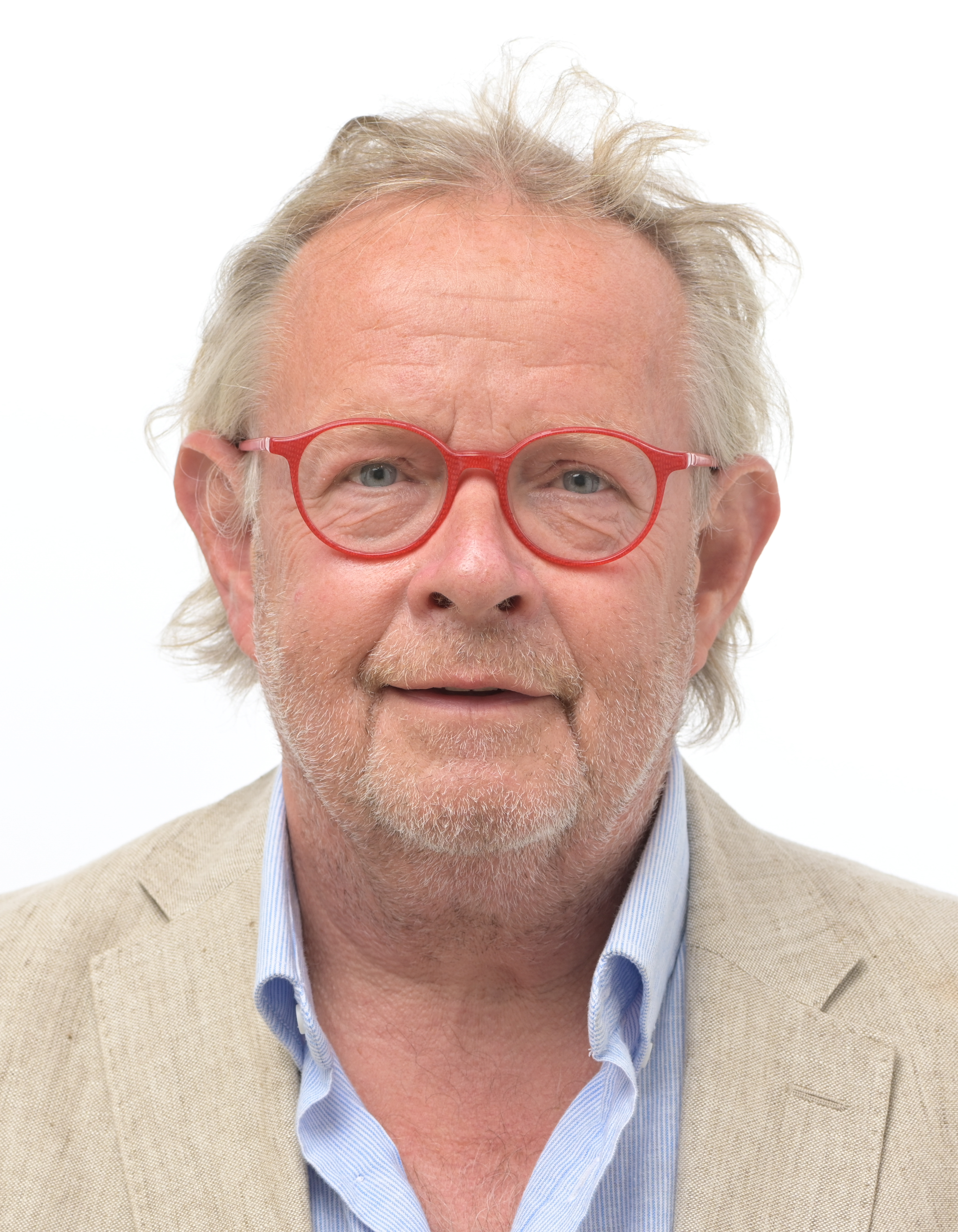
Jan-Peter Warnke (2024)

Jan-Peter Warnke (* 1959) ist ein deutscher Politiker (BSW) und seit 2024 Mitglied des Europäischen Parlaments.

## Leben
Warnke ging in Ost-Berlin zur Schule und studierte an der Humboldt-Universität zu Berlin. Von 1984 bis 1985 ging er zur Ausbildung zum Neurochirurgen nach Budapest und floh 1987 in die Bundesrepublik Deutschland, wo er seine Ausbildung fortsetzte. Anschließend arbeitete er für 18 Monate an der Universitätsklinik Sheffield und später an der Universitätsklinik Aachen als Oberarzt und am Heinrich-Braun-Klinikum Zwickau als Chefarzt. Einige Jahre später habilitierte sich Warnke am Lehrstuhl für Neurochirurgie der Johannes-Gutenberg-Universität Mainz und wurde Honorarprofessor für Gesundheitsmanagement an der Westsächsischen Hochschule Zwickau. Nach der Fusion des Heinrich-Braun-Klinikums mit der Paracelsusklinik Zwickau kamen Sorgen auf, dass die Abteilung Neurochirurgie unter der Leitung von Warnke nicht mehr wie bisher weiterarbeiten könne, da Warnke für seine Operationen bei Arachnoiditis weltweit renommiert sei.
Warnke lebt seit 2023 auf Usedom. Im selben Jahr ging er als Arzt in den Ruhestand.

## Politische Laufbahn
2024 trat Warnke als Erstmitglied dem Bündnis Sahra Wagenknecht bei. Bei der Europawahl 2024 wurde Warnke auf Listenplatz 5 des BSW ins Europäische Parlament gewählt.
Im Europäische Parlament ist er im Ausschuss für Beschäftigung und soziale Angelegenheiten und stellvertretend im Ausschuss für Wirtschaft und Währung.
Warnke ist Teil der Delegation für die Beziehungen zu den südasiatischen Ländern.

## Politische Positionen
Warnkes politische Schwerpunkte sind die Gesundheits- und Forschungspolitik.

## Mitgliedschaften
- Mitglied im Vorstand der Vigdis Thompson Foundation[1]